# Comicアンスリウム
『comicアンスリウム』は、ジーオーティーから発行されている成人向け漫画雑誌。2013年4月創刊。

## 概要
実質的には『キャノプリcomic』の後継誌で、『月刊DMM』増刊として創刊された。2016年4月発売号（Vol.37・2016年5月号）より独立創刊。書店向け平綴じ雑誌で、ワニマガジン社『COMIC快楽天』、コアマガジン『コミックホットミルク』などが競合誌となる。

## 姉妹誌
COMIC E×E
コアマガジン『コミックメガストア』から、ワニマガジン社『COMIC X-EROS』に移籍していた編集スタッフがジーオーティーに移籍し、2016年5月に『comicアンスリウム』増刊として創刊。創刊前の2016年4月発売の『comicアンスリウム』Vol.37（2016年5月号）には『COMIC E×E』のプレビュー小冊子が付録として添付されていた。
キャノプリcomic
2010年11月号 - 2013年1月合併号まで刊行されていた、事実上の前身誌。コンビニ向け中綴じ雑誌で、表紙は士郎正宗、Tonyなどが担当。コミックスレーベルの「キャノプリCOMICS」は2015年11月まで継続し、2016年に「GOTコミックス」へ再編された。そのため、『comicアンスリウム』の初期作品は「キャノプリCOMICS」から刊行されている。

## 掲載作家
- おかゆさん
- もねてぃ
- TwinBox
- 由浦カズヤ
- 幾花にいろ
- 消火器
- 宮野金太郎
- もけ太
- 伊藤エイト
- あしもと☆よいか
- ねりうめ
- あるぷ
- 小倉脩一
- 比良坂冬
- ななじー
- タイラメ
- ばつ
- ２＝８
- 廃狼
- 桃之助
- まめこ
- 窓
- よんよん
- 交介
- クール教信者
- ふぁっ熊
- うるし原智志
- 誉
- 士郎正宗
- きくらげ
- 平つくね
- PaNaMa
- なつみかん
- 石恵
- 桂井よしあき
- みちきんぐ
- おるとろ
- 葵渚
- 蕨野まつり
- かいづか
- majoccoid